# Manuel Joaquim da Costa
Manuel Joaquim da Costa (Portugal — ?) foi um cirurgião e político luso-brasileiro.
Filho de Manuel da Costa e de Josefa Maria.
Foi deputado à Assembleia Legislativa Provincial de  Santa Catarina na 9ª legislatura (1852 — 1853).